# Creu Bonica
La Creu Bonica, antigament també anomenada Creu dels Gitanos, és una creu de terme de Girona (Gironès) situada a la plaça central del cementiri municipal.

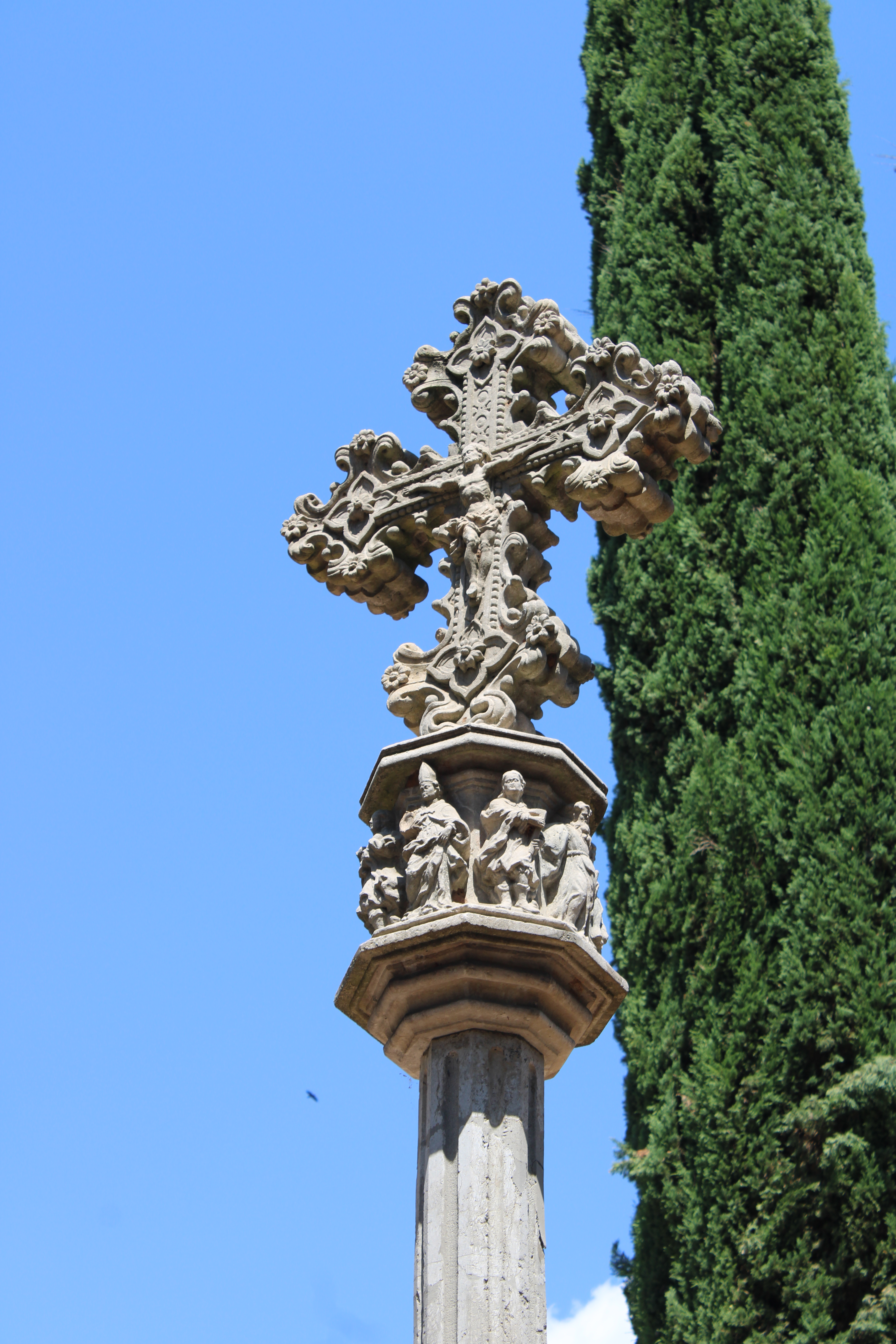
Detall de la creu

La creu forma part del mausoleu en record als morts gironins de 1808 i 1809, construït pel centenari de la defensa de la ciutat. Originàriament, des del 1723, aquesta creu estava situada a l'entrada del carrer de la Rutlla i també era coneguda pel nom de la 'dels gitanos', perquè segons Antoni Simón acostumaven a reunir-s'hi per menjar. Fou construïda pel picapedrer de Granollers Agustí Sala. La fita que marcava era molt important, ja que dividia els camins sud de la ciutat per anar cap a Salt o cap a Barcelona. L'any 1852 la creu fou traslladada al Cementiri Municipal, amb un nou basament dissenyat per l'arquitecte municipal Martí Sureda.
D'estil barroc i ricament treballada, presenta un basament dividit en dos blocs: un primer bloc de forma quadrangular, cúbic i llis, i un segon que és una motllura octogonal en que es pot veure en relleu l'escut de Girona. Seguidament hi ha el fust amb forma estriada. Rematant el fust, el nus o llanterna és de forma també octogonal i presenta a cada cara una figura en relleu, que poden representar apòstols i sants. Corona el conjunt la creu de tipus llatina, amb els braços , que mostren unes terminacions en forma de flors en els seus extrems, ricament decorats amb relleus en forma de sanefa i de tipus floral. A l'anvers hi ha el Crist crucificat i al revers la Mare de Déu, suportada sobre una mènsula. A la base hi ha el text següent: 'Hoc signum crucis frit in celo cu dominus ad judicandum venerit'.